# Hypselohaptodus
Hypselohaptodus grandis
Genre
Espèce
Hypselohaptodus est un genre fossile de synapsides eupélycosauriens du clade des Sphenacodontia. Ce genre n'est représenté que par une seule espèce, Hypselohaptodus grandis. 

## Classification
Le genre Hypselohaptodus est décrit en 2015 par Frederik Spindler (d),.
L'espèce Hypselohaptodus grandis est initialement décrite en 1974 par Roberta Louise Paton (d) sous le protonyme Haptodus grandis,.

## Présentation
L'espèce Hypselohaptodus grandis vivait après la fin du Carbonifère et au début du Permien en Angleterre.

## Publications originales
- (en) Frederik Spindler, The basal Sphenacodontia: Systematic revision and evolutionary implications, 2015, 385 p.
- (en) Roberta L. Paton, « Lower Permian Pelycosaurs from the English Midlands », Palaeontology, Londres, Wiley-Blackwell et Palaeontological Association, vol. 17, no 3,‎ octobre 1974, p. 541-552 (ISSN 0031-0239 et 1475-4983, OCLC 44674714 et 1761779, lire en ligne).